# 弗勞布倫嫩
弗劳布伦嫩（德語：Fraubrunnen）是瑞士伯恩州的一个市镇。该市镇总面积为31.91平方千米，截至2018年12月31日总人口为5,106人。2014年1月1日，市镇比伦楚姆霍夫、埃策爾科芬、格拉芬里德、林帕赫、米爾希、沙盧嫩和曹根里德并入弗劳布伦嫩。